# Piero Rollo
Piero Rollo (Cagliari, 9 febbraio 1928 – Cagliari, 5 febbraio 2001) è stato un pugile italiano, campione europeo dei pesi gallo tra il 1958 e il 1963 e sfidante al titolo mondiale.

## Carriera

### Da dilettante
Rollo è Campione italiano dilettanti nei pesi mosca a Viareggio nel 1947 ma nei due anni successivi, si trova chiuso, sia a livello nazionale che internazionale, dallo strapotere del corregionale Gianni Zuddas.

### Da professionista
Passa professionista nel 1950, nella scuderia di Umberto Branchini. Nel 1955 conquista il titolo italiano dei pesi gallo, lasciato vacante da Mario D'Agata, battendo ai punti Roberto Spina sul ring amico di Cagliari. Difende vittoriosamente la cintura nazionale contro Giancarlo Dugini vincendo ai punti per Kot al 12 round, a Varese.

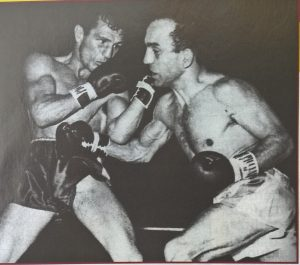
Piero Rollo (a sinistra) affronta Mario D'Agata e conquista il titolo europeo dei pesi gallo.

Nel 1958 affronta a Cagliari, con in palio il titolo europeo il trentaduenne Mario D'Agata, già campione del mondo. I due pugili, al gong finale, sono sulla stessa linea ma il verdetto, un filo casalingo, premia Piero Rollo che conquista per la prima volta la cintura europea, strappandola all'avversario.
Difende una prima volta il titolo pareggiando a Cagliari con lo spagnolo Juan Cardenas. Successivamente batte ai punti Federico Scarponi, sempre sul ring casalingo. Il 3 novembre 1959 accetta di mettere in palio la cintura alla Wembley Arena, contro il nord irlandese Freddie Gilroy e perde ai punti. 
Nel 1960 riconquista il titolo italiano a Cagliari, battendo Mario Sitri e lo mantiene pareggiando a Torino contro Ugo Milan.
Il 25 marzo 1961, allo Stadio del Botafogo di Rio de Janeiro, a trentatré anni, tenta l'assalto al titolo mondiale nella versione NBA, detenuto dal fuoriclasse brasiliano Éder Jofre. Al 5º round gli si apre una brutta ferita all’occhio sinistro, ma Rollo prosegue coraggiosamente, esibendosi anche in alcune finezze tecniche. Al 9º round è nuovamente ferito allo stesso occhio e praticamente non vede più. Nell'intervallo è controllato dal medico e dall’arbitro e decide di abbandonare alla 10ª ripresa. Il ventiseienne brasiliano riconoscerà in seguito di aver combattuto con uno dei più forti avversari della sua carriera. 
Il 4 novembre dello stesso anno tenta nuovamente di riprendersi il titolo europeo, resosi vacante, contro il belga Jean-Pierre Cossemyns. Si combatte allo Stadio Amsicora di fronte a dodicimila tifosi del cagliaritano. Al termine delle quindici riprese, l'arbitro e giudice unico lussemburghese assegna la vittoria all'avversario, tra gli insulti del pubblico, a stento sedato dalla forza pubblica.
Cossemyns è costretto a concedergli la rivincita a Bruxelles, il 13 aprile 1962. Rollo lo mette KO alla 5ª ripresa, colpendolo al fegato con un sinistro preciso e si riappropria del titolo. 
Nel 1962, a Tel Aviv, Rollo mette in palio il titolo europeo contro Alphonse Halimi che, a suo tempo, era stato campione mondiale a spese di Mario D'Agata. È il primo match di boxe professionistica organizzato in Israele. Halimi, che fa parte della comunità ebraica franco-algerina, indossa la stella di David sui pantaloncini ed è supportato dalla folla israeliana di 15.000 spettatori. Rollo ha difficoltà ad entrare in combattimento per una ferita subita già al primo round ed è subito costretto ad assumere una posizione difensiva. Soltanto negli ultimi due round quando è ormai troppo tardi, si getta in un disperato quanto inutile tentativo ma lascia il titolo europeo nei guantoni del franco-algerino.
I due si riaffrontano a Cagliari quattro mesi dopo e stavolta Piero Rollo si impone ai punti, dominando per quasi tutte le riprese e lasciando al detentore soltanto la seconda e la settima ripresa. 
Successivamente Rollo mette in palio il titolo a Madrid contro l'ispano marocchino Mimoun Ben Ali ed è sconfitto ai punti il 19 luglio 1963. Il successivo pari che impone un mese dopo all'avversario a Sanremo non è idoneo a fargli riguadagnare il titolo.

### Il ritiro
Nel 1964, a trentasei anni, Rollo lascia la boxe per proseguire nella sua attività di archivista alla Regione Sardegna, che non aveva mai abbandonato.